# Теслюк Володимир Анатолійович
Володимир Анатолійович Теслюк (28 жовтня 1994, м. Тернопіль — 6 серпня 2022, Донецька область, Україна) — український військовослужбовець, солдат Збройних сил України, учасник російсько-української війни. Почесний громадянин міста Тернополя (2022, посмертно).

## Життєпис
Володимир Теслюк народився 28 жовтня 1994 року у місті Тернополі.
Закінчив факультет комп'ютерних інформаційних технологій Тернопільського національного економічного університету (нині — Західноукраїнський національний університет).
25 лютого 2022 року вступив до лав 105-ї бригади територіальної оборони, в якій служив стрільцем першої стрілецької роти. 6 серпня 2022 загинув внаслідок артилерійського обстрілу на Донеччині. Похований 10 серпня 2022 року на Микулинецькому цвинатрі в Тернополі.

## Нагороди
- почесний громадянин міста Тернополя (22 серпня 2022, посмертно)[2][3].

## Військові звання
- солдат.